# Austin Maxi
El Austin Maxi (código BMC ADO14) es un coche de cinco puertas del segmento C producido por Austin y posteriormente por British Leyland entre 1969 y 1981. Fue el primer vehículo británico en utilizar una caja de cambios de cinco velocidades y el primero en incorporar una quinta puerta trasera.

## Historia

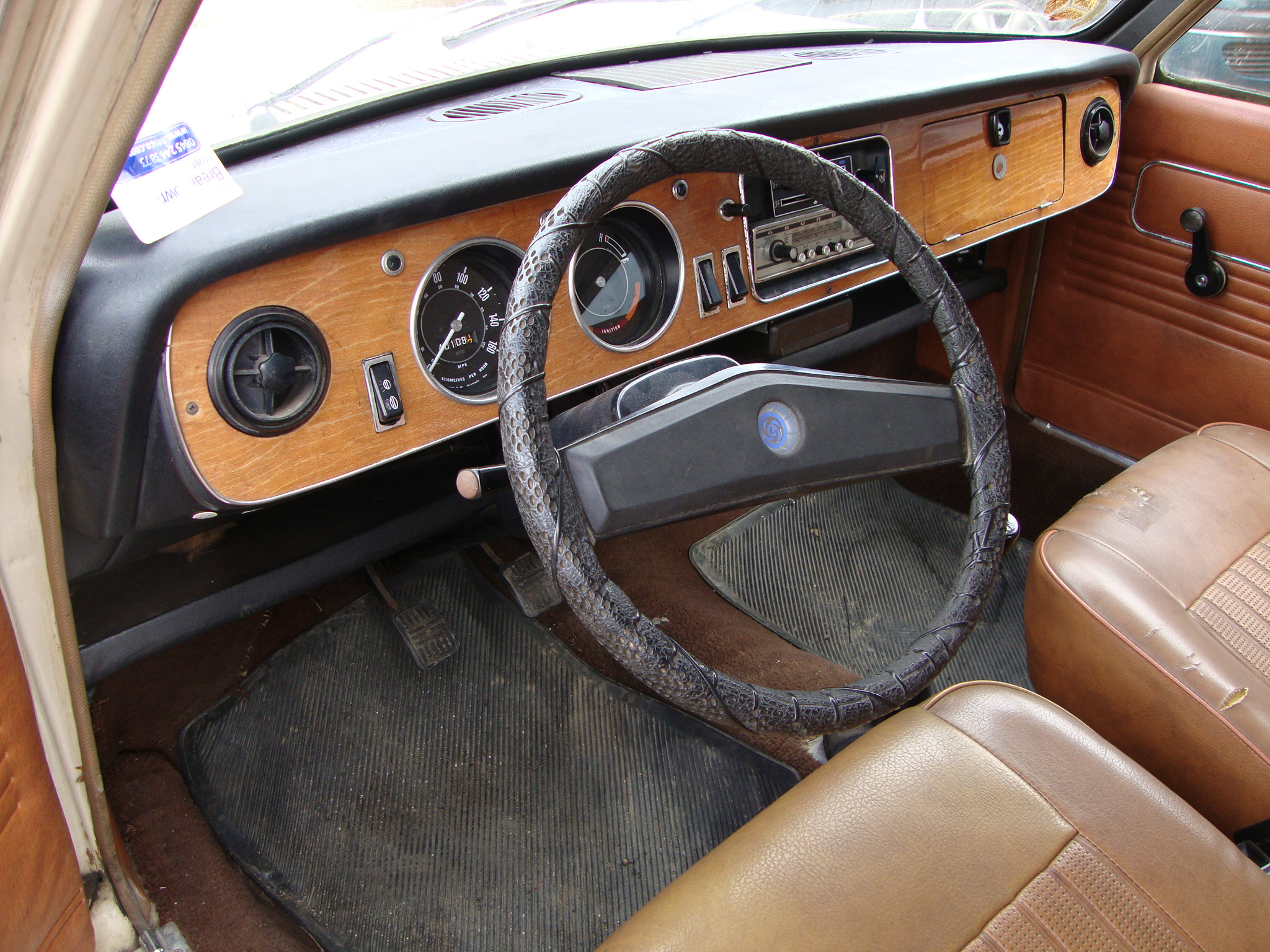
Interior de Maxi con volante a la izquierda para la exportación

El Maxi fue el último coche diseñado por la British Motor Company y también la última creación de Sir Alec Issigonis.
Diseñado originariamente como sustituto del Austin 1300 ADO16, utilizaba las puertas del Austin 1800 ADO17, al que complementaba para tratar de recuperar cuota de mercado frente al Ford Cortina. Su denominación comercial debería haber sido "Austin 1500" con carrocería de cinco puertas y "Morris 1500" sin portón trasero, sin embargo la fusión de BMC con Leyland propició la especialización de Morris en vehículos asequibles de propulsión trasera, con lo que el ADO14 pasó a denominarse "Maxi" como guiño al Austin "Mini" de 1958.

## Técnica

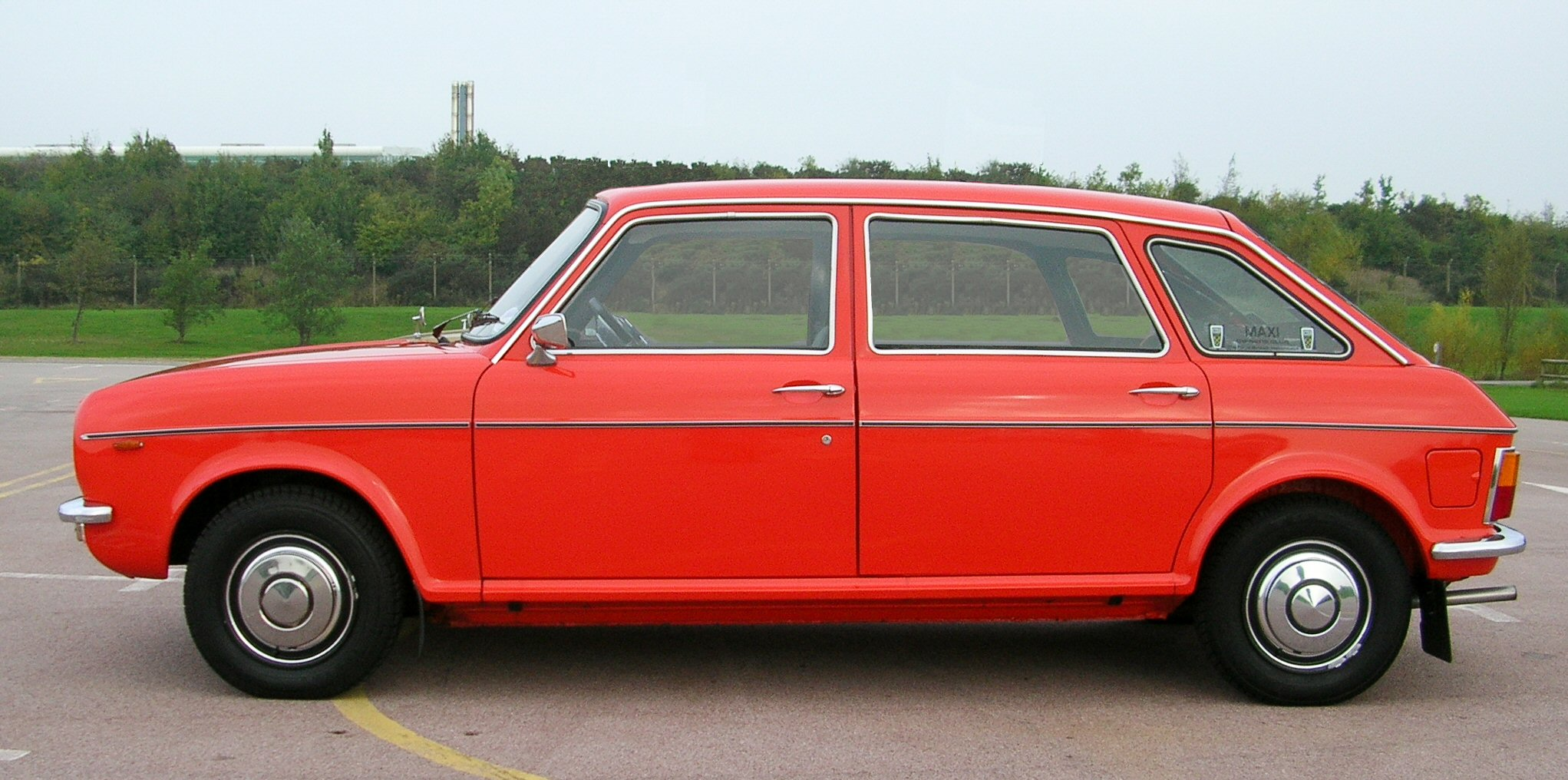
Vista lateral del ADO14 donde se aprecian las puertas compartidas con el ADO17 y su gran batalla

Derivada de la espaciosa célula "C-Cell" del Austin 1800 "Landcrab", la célula "D-Cell" del ADO14 empleaba las mismas puertas, techo y parte de la panelería aunque con una batalla inferior. El diseño era puramente Issigonis, con la forma supeditada a la eficacia por el requerimiento de la suspensión hydrolastic de situar el peso -motor, pasajeros y carga- entre las ruedas. Esta característica le otorgaba un aspecto algo desfasado por su parecido con su antecesor el Austin 1300, aunque a cambio contaba con un interior excepcionalmente amplio y con un portón trasero al estilo del Renault 16, modelo que inspiró en gran medida su desasarrollo. Su gran batalla le hacía parecer tanto o más desproporcionado que el "Landcrab", en particular en comparación con sus rivales de tres volúmenes y propulsión trasera, siendo calificado casi unánimemente como funcional pero feo. La adicción final de un nuevo frontal e interior diseñados por Roy Haynes, exdiseñador de Ford y copia casi clónica de los del Cortina MK-2 no consiguieron acallar las críticas al dotar al coche de un aspecto heterogéneo.  
Su mayor innovación mecánica fue la introducción de una caja de cambios de 5 velocidades in-sump (dispuesta en el cárter del motor con el que compartía aceite), comandada por cable cuyo tacto fue muy criticado , hasta el punto de hacerle perder su ventaja frente a las precisas cajas de cuatro marchas y mando directo de sus rivales de propulsión trasera. El problema se solucionó con la introducción de un nuevo sistema de comando por barras, que junto a la aparición del motor de 1750 cc por fin permitió al maxi ofrecer algo más que comodidad y modularidad, aunque en su mercado doméstico siempre fue más un rival de los exóticos franceses de tracción delantera Renault 16, Simca 1100 o Citroën GS que de los superventas británicos Ford Cortina o Vauxhall Victor FC, para lo que BMC contaba con el Morris Marina. Como el ADO17 del que deriva, empleaba una suspensión hydrolastic -con bloques hidroelásticos interconectados que actuaban de amortiguadores y resortes- que a partir de 1978 dio lugar a una suspensión hydragas adaptada -sistema similar que sustituía los bloques de goma por esferas llenas de nitrógeno como resorte-, procedente del Austin Princess al dejar de fabricarse los conjuntos hidrolásticos. 
Dentro de BMC compitió con el Morris Marina de propulsión clásica con unos costes de adquisición y mantenimiento razonables y una calidad general superior al de este y al del Austin Allegro con el que también compitió en forma de Maxi-2.
Fue producido hasta 1981, dejando lugar en la planta de Cowley para la fabricación del Triumph Acclaim, quedando el Austin Allegro en el solitario hasta la aparición del  Austin Maestro.

## Trivia
Tras la presentación del Maxi en Portugal en abril de 1969, Julian Mounter, corresponsal del motor de The Times, resumió con ironía británica el tacto del cambio de cinco velocidades, orgullo de BL, en una de las frases más demoledoras hechas en la presentación de un nuevo modelo: ’It feels like stirring treacle with a long thin cane.’ (Da la sensación de estar batiendo melaza con una vara larga y fina)